# Iris Apfel
Iris Apfel, született: Barrel (New York, Queens, 1921. augusztus 29. – Palm Beach, 2024. március 1.) amerikai üzletasszony, belsőépítész és divatikon. 1950–1992 között férjével, Carllal együtt üzletelt, és textilipari karriert futott be. Nyugdíjba vonulása után elismerést váltott ki a Metropolitan Művészeti Múzeumban 2005-ben rendezett kiállítása, amelyen saját ruháit és kiegészítőit állították ki. 2019-ben, 97 évesen szerződést kötött az IMG modellügynökséggel. 2014-ben bemutatták életrajzi filmjét Albert Maysles rendezésében.

## Fiatalkora
Iris Barrel néven született a New York-i Queensben 1921. augusztus 29-én. Apjának, Samuel Barrelnek üveg- és tükörüzlete volt, míg orosz származású anyja, Sadye egy divatbutikot vezetett. Szülei zsidó származásúak. Bár szüleivel és nagyszüleivel egy farmon nőtt fel, gyakran metrózott, hogy felfedezze Manhattant, ahol beleszeretett Greenwich Village-be. Már gyermekkorától kezdve a város régiségboltjait járta, ahol antikvitásokat vásárolt, s ezekkel alapozta meg a világ minden tájáról származó ékszergyűjteményét.
A New York Egyetemen művészettörténetet tanult, majd a Wisconsin Egyetem művészeti iskolájába járt.

## Pályafutása
Fiatal nőként a Women's Wear Daily című lapnál dolgozott, ahol heti 15 dollárt keresett. Emellett Elinor Johnson belsőépítész mellett gyakornokoskodott, akivel eladásra szánt lakásokat alakított át, s eközben csiszolta a ritka tárgyak beszerzéséhez való tehetségét. Robert Goodman illusztrátor asszisztense is volt.
1948. február 22-én férjhez ment Carl Apfelhez (1914. augusztus 4. – 2015. augusztus 1.). Két évvel később, 1950-ben elindították az Old World Weavers textilipari céget, amelyet 1992-es nyugdíjba vonulásukig vezettek. A pár a 17., 18. és 19. századi szövetreprodukciókra specializálódott, és évente kétszer Európába utaztak, hogy olyan textíliákat keressenek, amelyeket az Egyesült Államokban nem tudtak beszerezni. Az üzlet New York-i bemutatóterme a 115 East 57th Street-en volt Manhattanben. Pályafutása során Iris Apfel számos dizájn-restaurációs projektben vett részt, többek között kilenc elnöknek is dolgozott a Fehér Házban: Truman, Eisenhower, Kennedy, Johnson, Nixon, Ford, Carter, Reagan és Clinton. Úgy találta, hogy a Fehér Ház megbízásai az Old World Weaver ügyfelei közül a legkönnyebbek közé tartoztak, mivel általában csak azt akarták megismételni, ami korábban is az adott helyen volt. Apfel szerint az egyetlen kivétel Jacqueline Kennedy volt, akire így emlékezett vissza: „Egy nagyon híres párizsi tervezőt alkalmazott, hogy feldobja a házat, és igazán franciássá tegye, azonban a tervezői csapat megőrült. Ezután ki kellett dobnunk az egészet, és mindent elölről kellett kezdenünk. De Nixon asszonyt szerettem. Ő kedves volt.”
Üzletük révén a házaspár beutazta a világot, ahol Apfel nem nyugati, kézműves ruhadarabokat is vásárolt. Ezeket a ruhákat viselte ügyfelei előkelő partijain.
2005. szeptember 13-án a New York-i Metropolitan Művészeti Múzeum bemutatta az Iris Apfel stílusáról szóló kiállítást Rara Avis (Ritka madár): A tiszteletlen Iris Apfel címmel. Ez volt az első alkalom, hogy a múzeum egy olyan személy ruháit és kiegészítőit bemutató kiállítást rendezett, ahol a személy nem tervező volt. A tárlat sikerét mutatja, hogy később az ország több városába is elvitték.
2011-ben az austini Texasi Egyetem textil és ruházati tanszékének vendégprofesszora lett.
2016-ban szerepelt a francia DS 3 televíziós reklámjában, és ő volt az ausztrál Blue Illusion márka arca. 2016 márciusában bejelentette, hogy együttműködik a WiseWear technológiai startuppal. 2018-ban Iris Apfel címmel életrajzi könyvet adott ki a HarperCollins kiadónál: Accidental Icon (Véletlen ikon) címmel.
2019-ben, 97 évesen modellszerződést kötött az IMG globális ügynökséggel. Látva, hogy gyakran keresik meg szereplésekkel, Tommy Hilfiger bátorította, hogy írjon alá hivatalos képviseletet.

## Öröksége

### Tanácsadói és tudományos szerepkörei
Apfel 2012-ben, 90 évesen az austini Texasi Egyetem vendégprofesszora volt.
Tanácsokat adott és előadásokat tartott a stílusról és más divattémákról. 2013-ban a The Guardian az ötven „50 év felettiek legjobban öltözöttje” közé sorolta.

### Dokumentumfilmek
Apfel a főszereplője Albert Maysles Iris című dokumentumfilmjének. A filmet 2014 októberében mutatták be a New York-i Filmfesztiválon, majd 2015-ben a Magnolia Pictures megvásárolta amerikai moziforgalmazásra.
Apfel szerepelt az If You Not in the Obit, Eat Breakfast című dokumentumfilmben, melyet 2017 -ben mutattak be.

### Barbie baba
2018-ban a Mattel készített egy Barbie babát Apfel képmására, így ő lett a legidősebb személy, akiről valaha is Barbie-t mintáztak. Az Apfel könyvével együtt megjelent Barbie nem volt megvásárolható, de a Mattel két "Styled by Iris Apfel" Barbie babát is készített, amelyek kereskedelmi forgalomba kerültek.

## Díjai, elismerései
- 2016. június 7-én átvehette a Women Together különdíját a 12. Women Together gálán az ENSZ székházában, New Yorkban.
- 2016. novemberében a divat területén végzett munkájáért megkapta a Women's Entrepreneurship Day Pioneer Award díjat a New York-i ENSZ-ben.
- A The New Jewish Home[31] 2017-es Eight over Eighty gálájának díjazottja volt.

## Magánélete
Az Apfel házaspárnak nem voltak gyermekei, részben azért, mert a munkájuk miatt sokat kellett utazniuk: nem akarta, hogy a gyerekeket dajka nevelje.
Irisnek és férjének, Carlnak volt egy közös kedvenc illata: Yatagan by Caron.
68 évig élt házasságban. Férje 2015. augusztus 1-jén, 100 éves korában halt meg.

## Fordítás
- Ez a szócikk részben vagy egészben  az   Iris Apfel című angol Wikipédia-szócikk ezen változatának fordításán alapul.  Az eredeti cikk szerkesztőit annak laptörténete sorolja fel. Ez a jelzés csupán a megfogalmazás eredetét és a szerzői jogokat jelzi, nem szolgál a cikkben szereplő információk forrásmegjelöléseként.